# Roselord Borgella
Roselord Borgella (* 1. April 1993 in Léogâne) ist eine haitianische Fußballspielerin.

## Karriere

### Klub
In ihrer frühen Karriere spielte sie beim Essentiel FC.
Ihre erste bekannte Station der FC Indiana in den USA, wo sie bis 2015 aktiv war. Danach war sie im Jahr 2016 kurzzeitig Teil der Reserve-Mannschaft der Boston Breakers. Zum Jahr 2017 wechselte sie aber weiter zum Suwon FMC WFC nach Südkorea. Genaue Einsätze hier sind hier aber nicht bekannt und so, kehrte sie im Jahr 2018 dem Land wieder den Rücken, um sich in Chile Santiago Morning anzuschließen. Nach über 100 Toren hier, die sie in nur zwei Spielzeiten schoss, wechselte sie im Jahr 2020 nach Israel, wo sie nun für den Maccabi Kishronot Hadera FC spielte. Nachdem sie in sieben Spielen 10 Tore geschossen hatte, wurde die Saison jedoch aufgrund der COVID-19-Pandemie abgebrochen.
So verließ sie den Klub und schloss sich in Frankreich GPSO Issy an und seit dem Jahr 2022 ist sie Teil von Dijon FCO.

### Nationalmannschaft
Sie war ab 2009 bereits für die U-17-Nationalmannschaft von Haiti aktiv. Besonders hervorzuheben ist hier ein 24:0-Sieg gegen die Britischen Jungferninseln, bei welchem sie insgesamt sieben Tore schoss. Später war sie dann auch in der U-20 aktiv. Ihr erstes Spiel in der A-Nationalmannschaft folgte dann im Jahr 2011. Mit der Mannschaft qualifizierte sie sich dann auch für die Weltmeisterschaft 2023.